# Kostel Saint-Paul-des-Champs
Kostel Saint-Paul-des-Champs (tj. svatého Pavla v Polích) byl kostel v Paříži, který se nacházel v ulici Rue Saint-Paul na místě domů č. 30-32 na rohu s ulicí Rue Neuve-Saint-Pierre ve 4. obvodu.

## Historie
Kolem roku 635 založil svatý Eligius na pravém břehu řeky Seiny za hranicemi tehdejšího města kapli, kterou vysvětil jako Saint-Paul-de-Tebaide (sv. Pavla Thébského), která ale byla brzy nazývána Saint-Paul-hors-les-Murs (mimo hradby) nebo Saint-Paul-des-Champs (v polích).
Kostel zničili roku 845 Normané a v roce 1125 se stal farním kostelem pro rostoucí obyvatelstvo ve čtvrti Marais. Od výstavby pařížských hradeb králem Filipem II. Augustem v letech 1190-1209 se kostel nacházel uvnitř města.

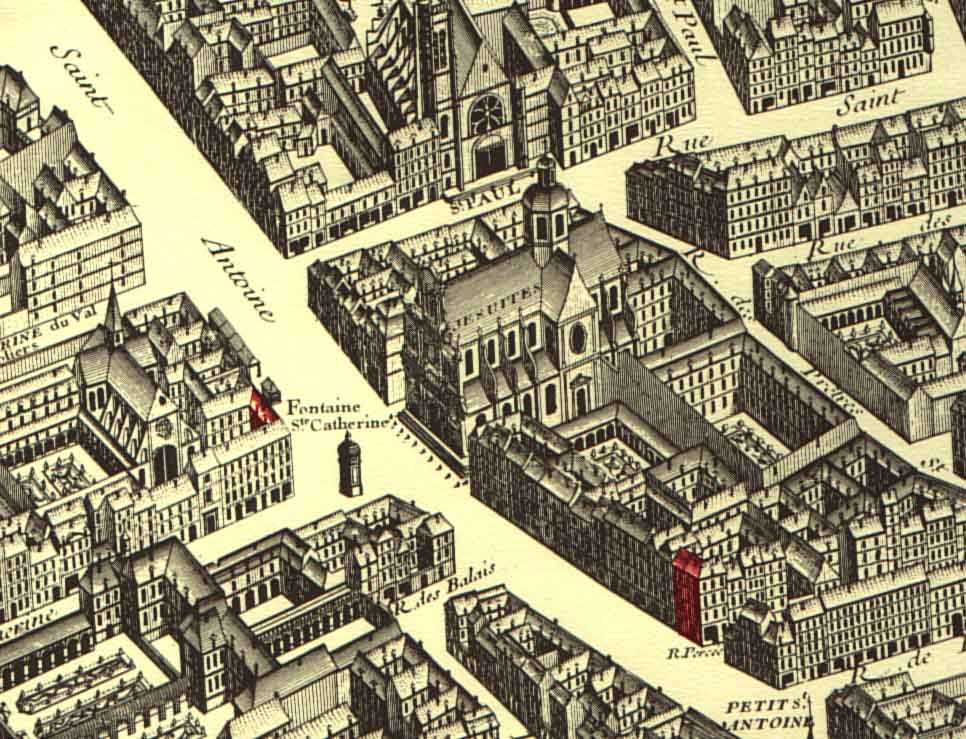
Uprostřed jezuitský kostel sv. Ludvíka, nad ním kostel sv. Pavla

Král Karel V. vybudoval v letech 1361-1364 v bezprostřední blízkosti kostela palác Hôtel Saint-Pol, ze kterého učinilo svou rezidenci, neboť se již necítil bezpečně v Palais de la Cité. Kostel Saint-Paul se tak stal farním kostelem královské rodiny a zůstal jím až do roku 1555. Byl v letech 1430-1431 rozšířen a roku 1434 nově vysvěcen pařížským biskupem Jacquesem du Châtelier. Za vlády Jindřicha III. (1574-1589) zde panovník nechal vybudovat mauzoleum pro své oblíbence Jacquese de Lévis, Louise de Maugiron (kteří padli v duelu roku 1578) a Roberta Etcheverryho de Saint-Mégrin, které ale bylo zničeno již v lednu 1589 při lidovém povstání. Další pohřbení zde byli spisovatel François Rabelais († 1553), básník Jean Desmarets de Saint-Sorlin († 1676), spisovatel Adrien Baillet († 1706), biskup Pierre Daniel Huet († 1721) nebo bratři architekti Jean Mansart de Jouy († 1766) a Jacques Hardouin-Mansart de Sagonne († 1776).

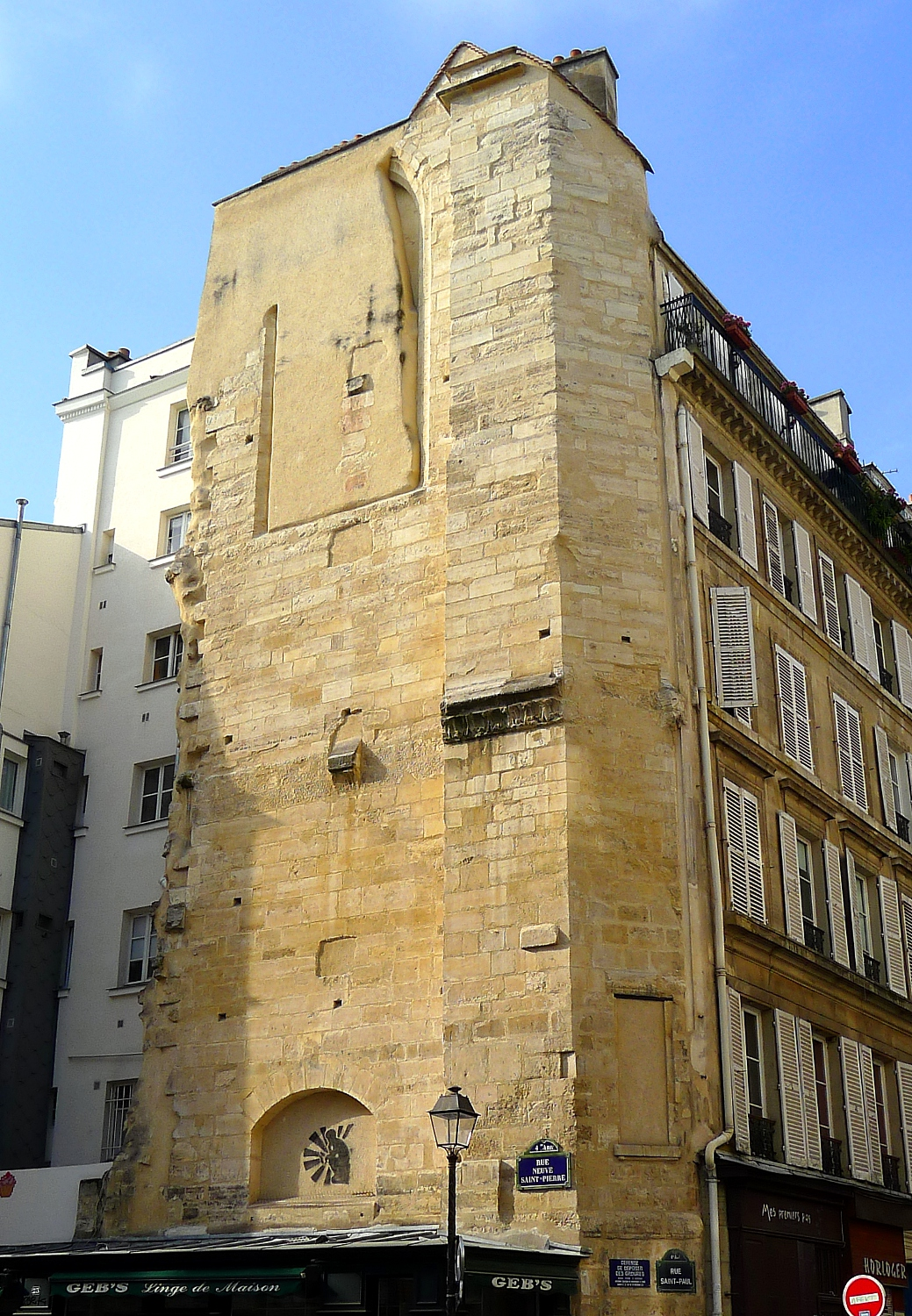
Jediný pozůstatek kostela u domu č. 32

V roce 1790 během Velké francouzské revoluce byl kostel uzavřen, roku 1796 prodán a roku 1799 stržen. Dochovala se dodnes jen jedna stěna bývalé zvonice, která tvořila štít přilehlé budovy. Stavební kámen z kostela byl použit na stavbu nových budov, např. na Boulevardu de Bonne-Nouvelle. Jméno kostela převzal bývalý jezuitský kostel sv. Ludvíka obnovený v roce 1802, který získal dvojí patrocinium svatého Pavla a Ludvíka.